# Edric Gifford, 3. Baron Gifford

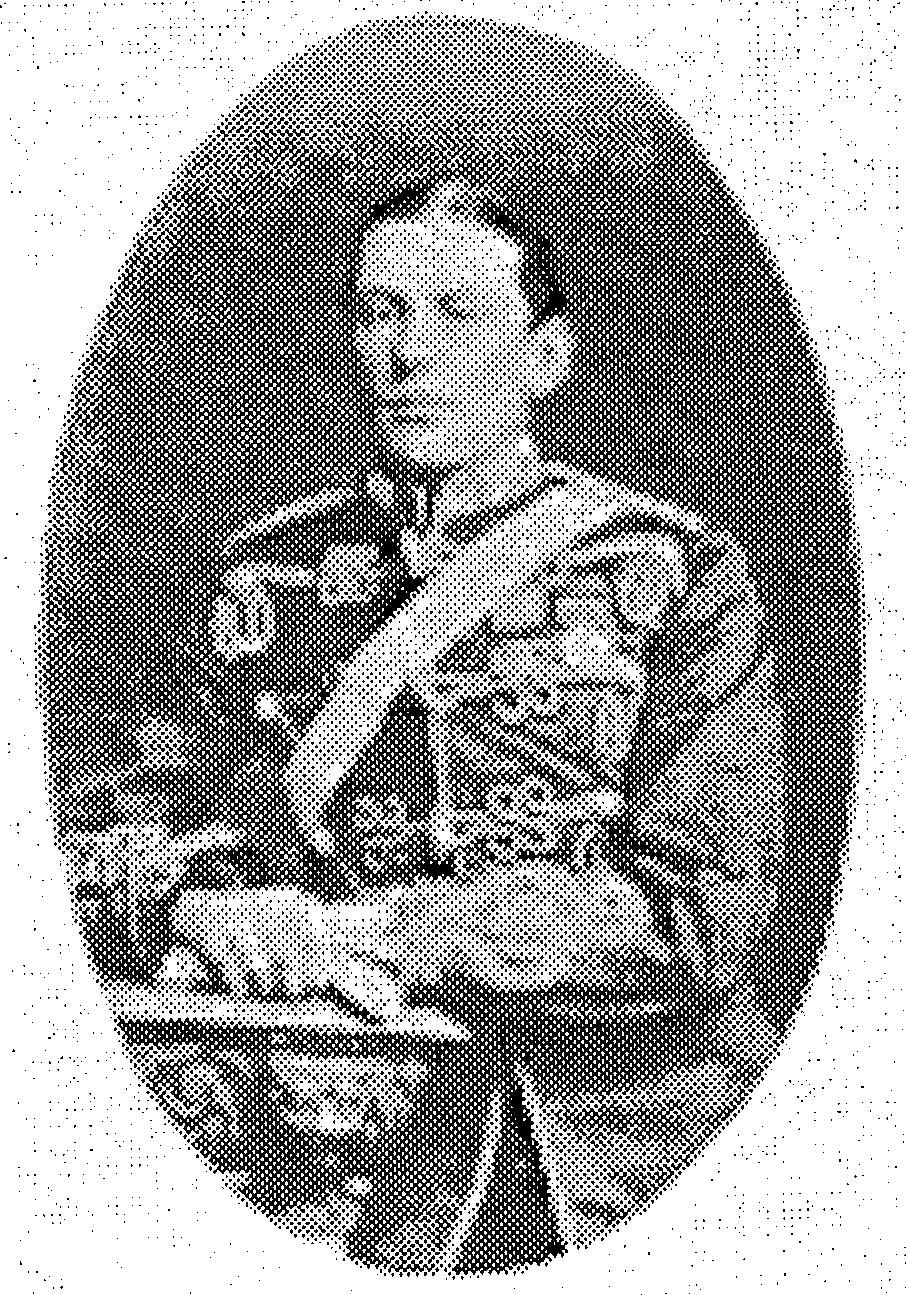
Edric Gifford, 3. Baron Gifford

Ed(e)ric Frederick Gifford, 3. Baron Gifford VC (* 5. Juli 1849; † 5. Juni 1911 in Chichester) war ein britischer Offizier und Kolonialbeamter.

## Familie und Adelstitel
Er war der älteste Sohn von Robert Gifford, 2. Baron Gifford, und dessen Frau Hon. Frederica Charlotte FitzHardinge Berkeley, Tochter des Admirals Maurice Berkeley, 1. Baron FitzHardinge. Sein Großvater väterlicherseits war Robert Gifford, 1. Baron Gifford, der zwischen 1824 und 1826 das Amt des Master of the Rolls innehatte. Gifford hatte elf Geschwister. Er heiratete am 22. April 1880 Sophie Catherine Street, Tochter von John Alfred Street, kommandierender General von Ceylon. Die Ehe blieb kinderlos. Mit dem Tod seines Vaters am 13. Mai 1872 erbte Gifford dessen Adelstitel als Baron Gifford und den damit verbundenen Sitz im House of Lords. Als er 1911 kinderlos starb, ging der Titel auf seinen jüngeren Bruder Edgar über.

## Ausbildung und militärischer Werdegang
Seine Ausbildung erhielt Gifford an der Harrow School. 1869 trat er als Ensign des 83rd Regiment of Foot in die British Army ein und wurde 1870 zum Lieutenant. 1873 wechselte er zum 24th Regiment of Foot und nahm mit seiner Einheit am Dritten Aschanti-Krieg teil. Für seine Leistungen bei der Einnahme des Ortes Becquah, in den von vor Eintreffen des Heeres zusammen mit einigen schwarzen Kundschaftern eindrang und zahlreiche Gefangene machte, wurde ihm am 28. März 1874 das Victoria-Kreuz, die höchste britische Tapferkeitsmedaille, verliehen. Im April 1874 wurde er zum Captain befördert und wurde unter Halbsold vom Dienst freigestellt. Im Mai 1876 kehrte er in den aktiven Dienst zurück und wechselte er zum 57th Regiment of Foot. Zwei Jahre später war er auf Zypern stationiert und fungierte 1879 im Zulukrieg als Aide-de-camp von Garnet Wolseley, 1. Viscount Wolseley. Nach Kriegsende wurde er im Juli 1880 zum Brevet-Major befördert. Im März 1881 ließ sich Gifford vom Armeedienst im 57th Regiment of Foot freistellen, um eine Stelle in der australischen Kolonialverwaltung anzunehmen.

## Karriere in der Kolonialverwaltung
Kurz nach seiner Heirat übersiedelte Gifford nach Western Australia, das zu dieser Zeit Kolonie des Vereinigten Königreichs war. Dort übernahm er das Amt des Ministers für Western Australia. Als solcher hatte er zugleich einen Sitz im Legislativrat von Western Australia inne. Nachdem er sich sowohl mit dem Vorsitzenden Richter des Obersten Gerichtshofs Henry Wrenfordsley als auch mit Gouverneur William Cleaver Francis Robinson überworfen hatte, wurde Gifford 1883 als Minister nach Gibraltar versetzt. Dieses Amt hatte er bis 1887 inne. Zwei Jahre später wurde er Direktor der British South Africa Company. Er verstarb am 5. Juni 1911 und wurde in Bosham beigesetzt.